# Крутень, Евграф Николаевич
Евгра́ф Никола́евич Кру́тень (1890—1917) — русский военный лётчик, Георгиевский кавалер, капитан авиации Русской императорской армии, в Первую мировую войну — ас истребительной авиации.
Военный теоретик, основоположник тактики истребительной авиации, военный писатель и публицист.

## Биография
Родился в Киеве 17 (29) декабря 1890 года в семье офицера, дослужившегося позже до полковника. Дворянин.

### Довоенная служба

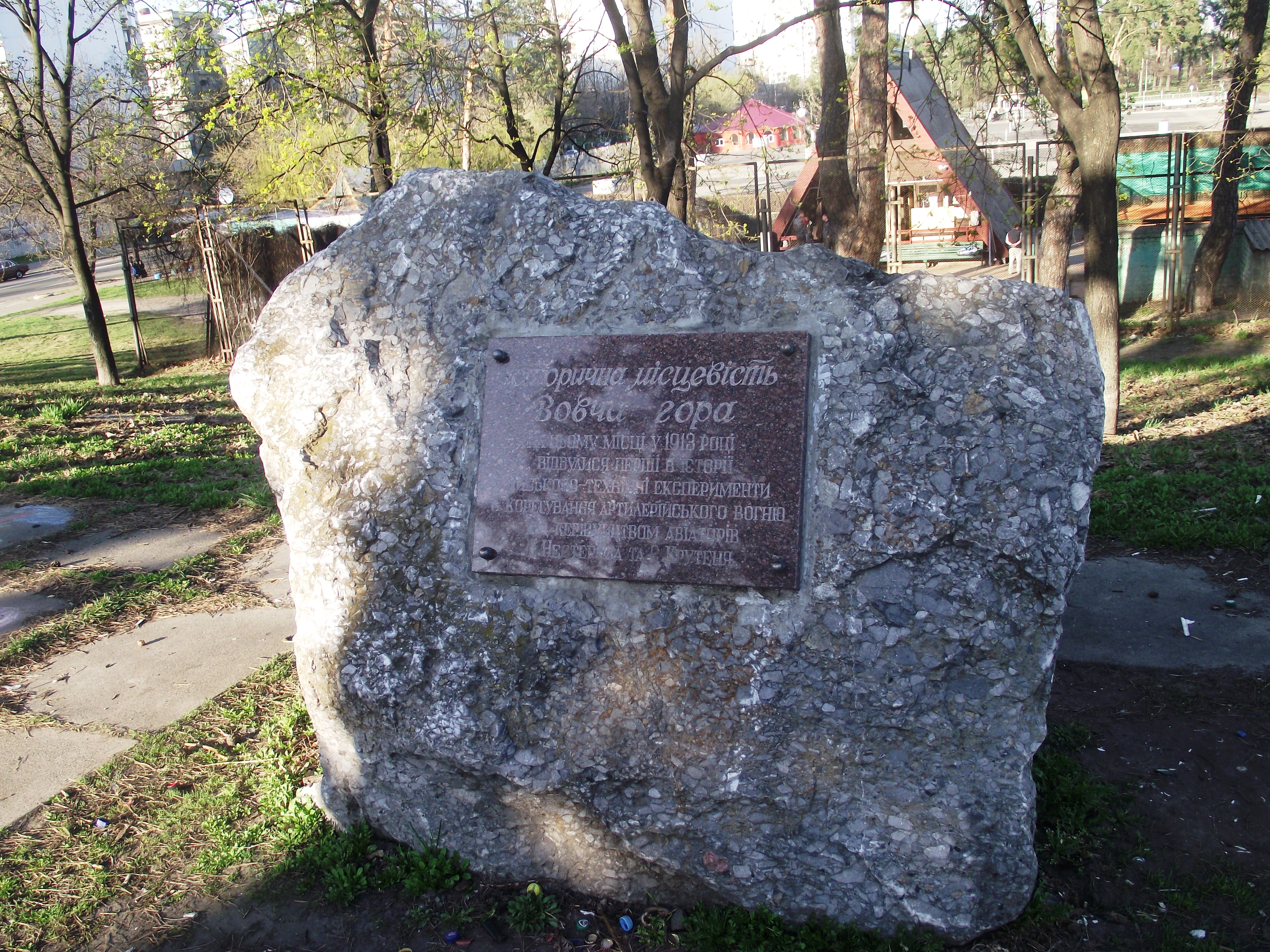
Памятный знак в исторической местности Волчья гора в Киеве на месте военных манёвров 1913 года с участием Петра Нестерова и Евграфа Крутеня

Окончил Владимирский Киевский кадетский корпус в 1908 году и Константиновское артиллерийское училище в 1911 году, по окончании которого в чине подпоручика назначен в 4-ю конно-артиллерийскую батарею. В апреле 1912 года переведён во 2-ю батарею 2-го конно-горного артиллерийского дивизиона.
Увлёкшись авиацией, Крутень засыпал начальство рапортами с просьбой о переводе из артиллерии в новый род сил. В конце концов, в августе 1913 года Евграф Николаевич был направлен для подготовки в качестве лётнаба (лётного наблюдателя) в Третью Киевскую авиационную роту.
К новому месту службы Евграф Крутень прибыл (7 сентября 1913 года), когда российский военный лётчик П. Н. Нестеров впервые в мире выполнил на своём аэроплане новую фигуру высшего пилотажа — «мёртвую петлю», позже названную его именем.
Евграф Николаевич получил назначение в 9-й корпусной авиаотряд (9 КАО), однако затем сумел перевестись в 11 КАО, которым командовал Пётр Нестеров.
Вместе с Нестеровым в одном экипаже Крутень участвовал в осенних манёврах Киевского военного округа в 1913 году.
В канун Первой мировой войны считалось, что главной функцией авиации является воздушная разведка. Экипажи самолётов, как правило, состояли из двух человек — собственно пилота и лётчика-наблюдателя. В задачу последнего входили фотосъёмка и картографирование местности. При этом умения самостоятельно управлять машиной от лётнабов вовсе не требовалось. Подобное служебное положение не устраивало Крутеня. Решив стать пилотом аэроплана, в январе 1914 года Евграф Николаевич добился перевода в Офицерскую воздухоплавательную школу в Гатчине. В Школе он быстро выдвинулся на первый план, завоевав уважение не только однокурсников, но и начальства.

### Первая мировая война
В сентябре 1914 года Евграф Крутень окончил Гатчинскую авиационную школу под Санкт-Петербургом с получением диплома и специальности «военный лётчик» (24.09.1914).
Незадолго до выпуска 23 августа 1914 года с особым шиком выполнил на пилотажном «Фармане» две петли Нестерова.
Почти сразу же отбыл в Действующую армию. С сентября 1914 года прикомандирован к 21-му корпусному авиационному отряду. С марта 1915 года — старший офицер 2-го армейского авиаотряда. В первый год войны Евграф Николаевич осуществлял бомбардировки и воздушную разведку. В начале 1915 года, когда немцы стали бомбить госпитали и санитарные поезда российской армии и Красного Креста, Евграф Крутень организовал групповой ночной налёт на вражескую базу. В одном из документов этого периода войны Крутень характеризовался «по своему опыту и способностям весьма ценным работником в авиации».
К весне 1915 года, когда стала остро ощущаться нехватка самолётов и вооружения для них, штабс-капитан Крутень демонстративно обратился с ходатайством о возвращении в артиллерию, чтобы тем самым привлечь внимание к нуждам фронтовой военной авиации. Великий князь в ходатайстве отказал с резолюцией на рапорте: «Отпустить Вас из Отряда не считаю возможным».
Одновременно его имя начало появляться в печати. Крупные, на взгляд автора, недостатки в плане боевой подготовки, организации и технического оснащения российских ВВС были затронуты в работе Крутеня «Кричащие нужды русской авиации» Как горький, но справедливый упрёк звучали его слова, брошенные в адрес многих своих коллег: «Наши лётчики, как мотыльки, беспечно порхающие с аппарата к женщине, от женщины на бутылку, потом опять на аппарат, потом на карты. Отжарил боевой полёт — и брюшко вверх. Внеполётной работы нет». Упрёк был услышан, тем более что сама логика жизни — необходимость противостоять опасному и опытному врагу, огромные потери, кадровые изменения в лётном составе и тому подобное, — заставила пилотов относиться к своим обязанностям с большей ответственностью.
25 мая 1915 года назначен исполняющим должность, а 12 ноября 1915 года утверждён в должности командира 2-го армейского авиаотряда. Отряд был оснащён одноместными аэропланами «Ньюпор-XI». В воздушном бою 30 июля 1915 года одержал свою первую победу.

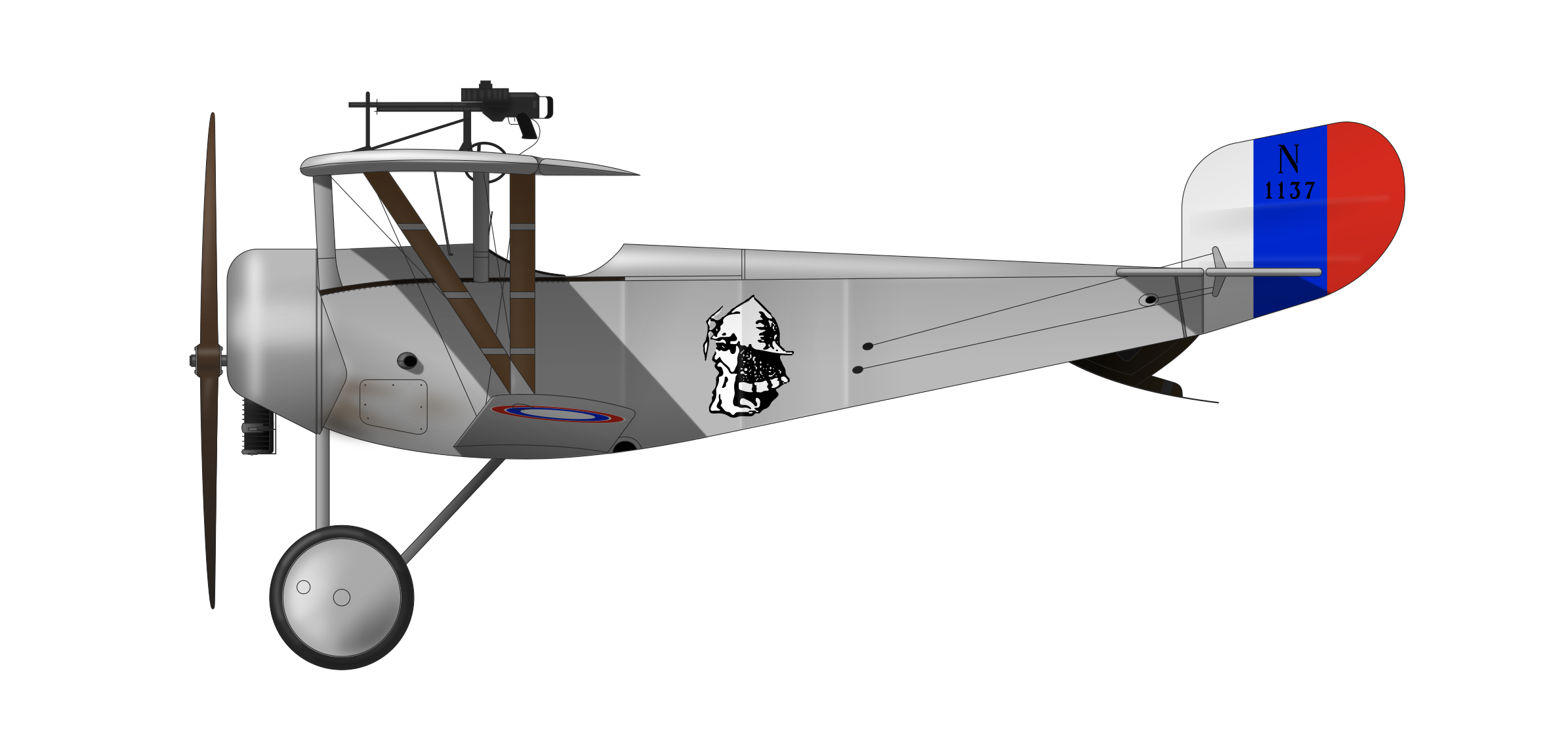
Аэроплан «Nieuport-11»

В начале весны 1916 года, прибыв в Москву на завод «Дукс», он некоторое время занимался испытанием и приёмкой новых самолётов. По возвращении на театр войны Крутень всерьёз поставил перед командованием вопрос о создании специальных — истребительных — авиагрупп. Первое из подобных соединений летом 1916 года возглавил лучший российский ас А. А. Казаков. Сам же Крутень с марта 1916 года — командир 2-го авиационного отряда истребителей.

#### В Западной Европе
До Первой мировой войны российские лётчики уже проходили обучение лётному делу во Франции. Спустя полтора года после открытия военных действий в Европе высшее военное руководство Российской империи в начале 1916 года заключило особое Соглашение с англо-французскими союзниками о подготовке в военное время лётных кадров во Франции и Великобритании.
После отбора и специальной аттестации группы российских солдат и офицеров в соответствии с Соглашением выезжали в Западную Европу. Обычно такие группы ехали поездом до порта Владивосток на Тихом океане, а затем пароходом доставлялись вокруг Азии через Суэцкий канал во французский порт Марсель на Средиземном море.
В Курс обучения российских офицеров во французской авиационной школе входили: полёт на аэроплане с инструктором, самостоятельный полёт, фотографирование, стрельба в воздухе по двигающейся цели, сигнализация (визуальная связь с земным наблюдателем), моторное дело, высший пилотаж и бомбометание. Учёба продолжалась 6 месяцев. По окончании Учебного курса и сдачи выпускного экзамена офицеры стажировались при французских боевых частях на Западном фронте.
В ноябре 1916 года Евграф Крутень, как один из лучших российских истребителей, распоряжением Управления военным флотом (Увофлот) в составе группы лётчиков был направлен в Западную Европу в союзнические англо-французские авиационные части. Целью поездки были обмен боевым опытом, учёба и ознакомление с постановкой авиационного дела у союзников, освоение новых типов истребителей.
Первоначально российские офицеры посетили Англию, где в Центральной лётной школе в Айпевоне ознакомились с истребителями «Виккерс» и «Сопвич». Затем лётчики прибыли во Францию. Все они прошли ускоренную подготовку в Школе воздушного боя в окрестностях города По, а затем — в Школе воздушной стрельбы близ города Казо. Затем российских лётчиков распределили по фронтовым эскадрильям.
Штабс-капитан Евграф Крутень вместе с товарищем — командиром 7-го авиационного отряда истребителей подпоручиком Иваном Орловым был направлен в Эскадрилью № 3 12-й группы воздушного боя командира А. Брокара, известной как «Аисты». На вооружении эскадрильи состояли аэропланы «Ньюпор» и «Спад». Боевая работа в воздухе часто осуществлялась совместно с высококлассными французскими пилотами Ж. Гинемером и А. Эрто, что способствовало обоюдному росту мастерства и полезному обмену опытом. Крутень воевал как на «французском», так и на «английском» фронтах. Вылеты на боевые задания Крутень осуществлял вначале с аэродрома Каши под Амьеном, а затем эскадрилья перебазировалась на Манонкур близ Нанси.
Евграф Крутень выполнял разведывательные полёты, штурмовку немецких позиций, участвовал в воздушных боях. Сбил три самолёта противника. За боевую работу в небе Франции награждён французским Военным Крестом.

#### Возвращение в Российскую империю

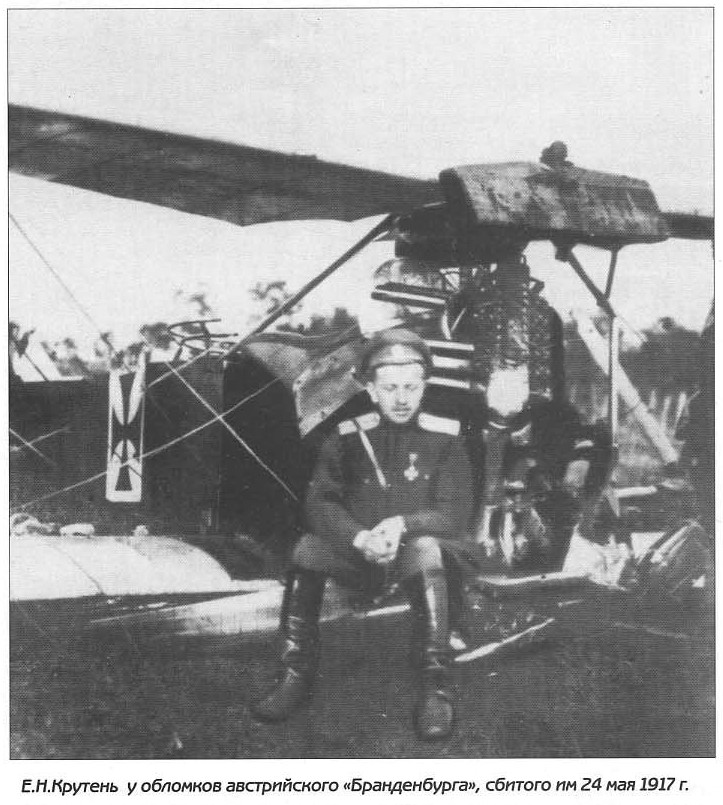
Евграф Крутень у сбитого вражеского самолёта.

Вернувшись в Россию в марте 1917 года, Крутень вернулся на должность командира 2-й истребительной авиагруппы, действовавшей на Западном фронте. Авиагруппа состояла из 3-го, 7-го и 8-го корпусных авиаотрядов. Самолёты каждого авиаотряда имели на фюзеляже свою эмблему: 3-й — голову индейца, 7-й — голову орла, 8-й — туз червей. На принадлежавшем командиру авиагруппы «Ньюпоре-XXIII» был изображён профиль легендарного богатыря Ильи Муромца. С апреля 1917 года — командир 2-й боевой авиационной группы.
Изо всех российских лётчиков Первой мировой войны Крутень внёс наибольший вклад в разработку теории воздушного боя, написав на основе собственного практического опыта брошюры: «Наставление лётчику-истребителю», «Воздушный бой», «Военная авиация во Франции», «Что думалось в Лондоне», «Нашествие иноплеменников». В своих работах он предложил ввести практику парных полётов и обосновал основные требования к самолёту-истребителю: вертикальная и горизонтальная скорость, верткость, высокий «потолок».
Любимый приём Крутеня заключался в том, чтобы «поднырнуть» под аэроплан противника и атаковать неприятеля сзади. Именно таким способом 31 мая 1917 года он одержал свою первую — после возвращения в Россию — победу, отправив на землю вражеский авиаразведчик «Ганза-Бранденбург». Во время выполнения боевых заданий отважный авиатор расходовал почти весь запас горючего, и при возвращении ему приходилось планировать на посадочную полосу с заглохшим мотором. Подобное удавалось лишь настоящим мастерам пилотажа, но 6 июня Крутень даже сумел сбить на планирующем полёте ещё один «Ганза-Бранденбург».
Командир 2-й авиагруппы был эталоном для своих подчинённых. 9 июня 1917 года он уничтожил над своим аэродромом немецкий «Фоккер» и взял в плен лётчика. Вскоре над аэродромом появилась ещё одна вражеская машина: командир эскадрильи, в которой служил германский пилот, решил выяснить судьбу своего подчинённого. Крутень прервал допрос пленного, поднял свой «Ньюпор» в воздух и тут же сбил излишне любознательного гостя. Это была его последняя воздушная победа.

#### Гибель

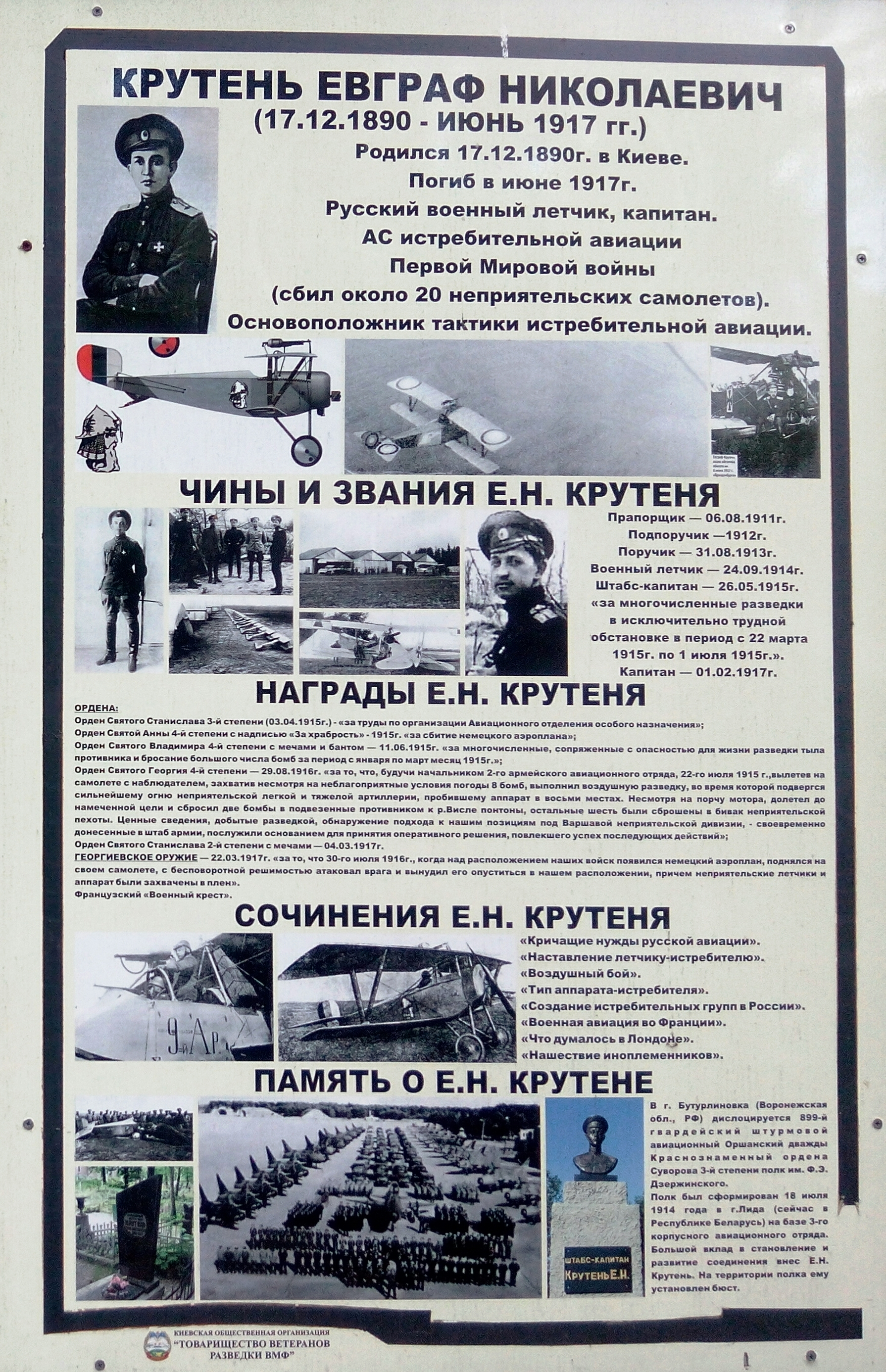
Памятная табличка на Лукьяновском кладбище

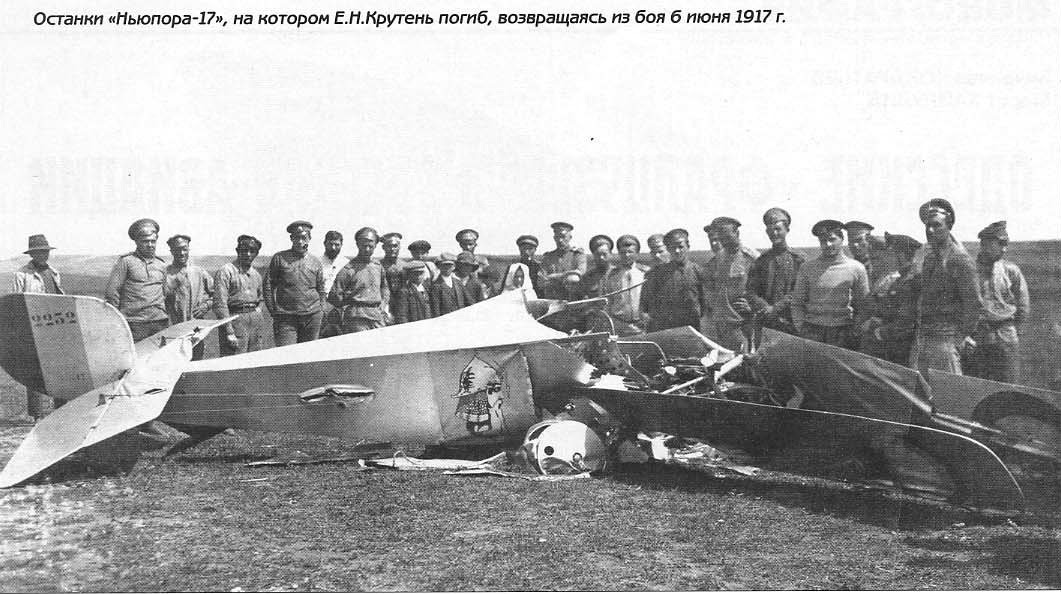
«Ньюпор-17», на котором Е. Н. Крутень погиб, возвращаясь из боя. 1917 г.

19 июня 1917 года, возвращаясь с очередного боевого задания, при заходе на посадку на малой высоте самолёт «Ньюпор-17» (с изображением Ильи Муромца), который пилотировал капитан Евграф Крутень, врезался в землю. Пилот погиб. В телеграмме в Авиационную канцелярию об обстоятельствах гибели капитана Евграфа Николаевича Крутеня сообщалось: «…Разбился насмерть вследствие перехода самолёта в штопор на высоте 20 — 30 метров после крутого поворота».
С воинскими почестями лётчик был похоронен на Лукьяновском кладбище в Киеве рядом с могилой Петра Нестерова.
Крутень посмертно был представлен к Ордену Святого Георгия 3-й степени и званию подполковник. По данным из различных источников, Крутень сбил в воздушных боях Первой мировой войны от 7 до 17 самолётов противника.

## Военные чины
- Подпоручик (06.08.1911).
- Поручик (31.08.1913).
- Штабс-капитан (26.05.1915, за боевые отличия).
- Капитан (01.02.1917).

## Количество побед
Как и в отношении других российских лётчиков Первой мировой войны, относительно числа побед Е. Крутеня имеются значительные разногласия. Очень часто указывается, что он одержал 15, 17 или 20 побед в воздушных боях, но эти данные не подтверждаются документально, а относительно места, времени боёв и сбитых противников налицо существенные различия. Достоверными можно считать 5 подтверждённых личных побед лётчика, но несомненно, что реальное число его побед значительно больше.

## Награды
- Юбилейная медаль «В память 300-летия царствования дома Романовых» (1913)
- Орден Святого Станислава 3-й степени (02.04.1915)
- Орден Святого Владимира 4-й степени с мечами и бантом (11.06.1915)
- Орден Святого Георгия 4-й степени (29.08.1916, — за подвиг 22.07.1915)
- Орден Святой Анны 4-й степени с надписью «За храбрость» (30.01.1916)
- Орден Святого Станислава 2-й степени с мечами (04.03.1917)
- Георгиевское оружие (22.03.1917, — за подвиг 30.07.1916)
- Французский «Военный крест» (1917)

## Сочинения
- Типъ аппарата истребителя. — Москва, 1914
- Наставление летчику-истребителю. — Петроград, 1916
- Военная авиация во Франции. — Петроград, 1916
- Воздушный бой. — Петроград, 1916
- Кричащія нужды русской авіаціи. — Петроградъ, 1917
- Создание истребительных групп в России. — Петроград, 1917
- Нашествие иноплеменников. — Петроград, 1917
- Что думалось в Лондоне. — Петроград, 1917

## Память
В память о лётчике была выбита специальная медаль, а 2-я истребительная авиагруппа именовалась «Авиагруппой имени Крутеня». На одном из барельефов стелы «Город воинской славы» в Гатчине размещено изображение лётчика.